# Elfgard Schittenhelm
Elfgard Sibylle Schittenhelm z domu Weismann (ur. 13 września 1947 w Stuttgarcie) – niemiecka lekkoatletka, sprinterka, medalistka mistrzostw Europy i halowych mistrzostw Europy. W czasie swojej kariery reprezentowała RFN.
Na pierwszych halowych mistrzostwach Europy w 1970 w Wiedniu zdobyła srebrne medale w sztafecie 4 × 1 okrążenie (w składzie: Schittenhelm, Annelie Wilden, Marianne Bollig i Annegret Kroniger) oraz w sztafecie 1+2+3+4 okrążenia (w składzie: Schittenhelm, Heidi Gerhard, Christa Merten i Jutta von Haase). Kolejny srebrny medal zdobyła w sztafecie 4 × 1 okrążenie na halowych mistrzostwach Europy w 1971 w Sofii (sztafeta RFN biegła w składzie: Wilden, Schittenhelm,  Kroniger i Christine Tackenberg).
Zwyciężyła w sztafecie 4 × 100 metrów (w składzie: Schittenhelm, Inge Helten, Annegret Richter i Ingrid Mickler) na mistrzostwach Europy w 1971 w Helsinkach, a w biegu na 100 metrów wywalczyła brązowy medal. Zdobyła złoty medal w sztafecie 4 × 1 okrążenie (w składzie: Schittenhelm, Tackenberg, Kroniger i Rita Wilden) na halowych mistrzostwach Europy w 1972 w Grenoble, a w biegu na 50 metrów zajęła 5. miejsce.
Na igrzyskach olimpijskich w 1972 w Monachium odpadła w półfinale biegu na 100 metrów, a w sztafecie 4 × 100 metrów nie wzięła udziału wskutek kontuzji. Zdobyła srebrny medal w biegu na 100 metrów na uniwersjadzie w 1973 w Moskwie. Zdobyła srebrny medal w sztafecie 4 × 100 metrów (w składzie: Schittenhelm, Kroniger, Richter i Helten) na mistrzostwach Europy w 1974 w Rzymie, a w biegu na 100 metrów odpadła w półfinale.
Była mistrzynią RFN w biegu na 100 metrów w 1971, 1972 i 1973 oraz wicemistrzynią na tym dystansie w 1969, 1970 i 1974. W biegu na 200 metrów była mistrzynią RFN w 1970, wicemistrzynią w 1969 i brązową medalistką w 1974, a w sztafecie 4 × 100 metrów mistrzynią w 1973. W hali była mistrzynią w biegu na 200 metrów w 1970 oraz brązową medalistką w biegu na 60 metrów w 1969.
9 lipca 1971 w Stuttgarcie pobiła rekord RFN w biegu na 100 metrów czasem 11,2 s. Trzykrotnie również poprawiała rekord RFN w sztafecie 4 × 100 metrów do wyniku 42,75 s (8 września 1974 w Rzymie).
Po zakończeniu kariery lekkoatletycznej pracowała jako farmaceutka.